# Aftonbladet
Aftonbladet er en svensk tabloidavis, der blev grundlagt i 1830. Med et oplag på 420.800 (marts 2006) og 1.425.000 daglige læsere, er Aftonbladet ifølge Tidningsstatistik AB Skandinaviens største avis. Avisen ejes af den norske Schibsted-koncern (49%) og det svenske LO (9%). Sammen med konkurrenten Expressen dominerer den det svenske avismarked.
Avisen var fra begyndelsen liberal og fra 1890-1921 var konservativ. 
Aftonbladet.se er avisens websted, der her været på nettet siden 1994. Den var ifølge avisen selv den mest besøgte avishjemmeside i Norden i 2005 med over 2 mio. daglige besøgende. 

## Historie
Aftonbladet blev grundlagt 6. december 1830 af bogforlæggeren og politikeren Lars Johan Hierta (1802-1872), som på trods af at han var adelig var liberal og for ytringsfrihed. I løbet af historien har avisen bekendt sig til forskellige politiske ideologier, men er i nutiden socialdemokratisk.
I perioden 1830-1851, under den såkadlte Hierta-epoke, bliver Aftonbladet førende i Sveriges liberale avisverden. Konservative kræfter, frem for alt kongen, forsøgte forgæves at lukke avisen. 
Fra 1851 til 1929, bliver avisen mere konservativ og tysk-venlig. "Brokiga blad", Sveriges første ugeblad i farver, udkom 1907-1930. Halvugesoplaget, som startede i 1890, blev en stor succes med ca. 150 000 abonnenter, og blev læst af en halv million svenskere. 
I perioden 1929-1956 blev Aftonbladet ejet af Torsten Kreuger. P G Peterson var chefredaktør 1933-1956 og arbejdede med at genetablere tilliden til avisen på grund af at avisen havde støttet Tyskland politisk under Hitlers regime. 
Sveriges LO overtog ejerskabet i perioden 1956-1996. Et rekordstort oplag i  1960'erne blev efterfulgt af en nedgang i 1970'erne. chefredaktørerne Thorbjörn Larsson og Rolf Alsing fornyede avisens indhold og form i 1980'erne og 1990'erne. 
I 1996 købte den norske mediekoncern Schibsted 49,9 procent af Aftonbladet. Samme år overhalede Aftonbladet Expressen i oplagsstørrelse og blev dermed Sveriges største avis. I 1997 tiltrådte Anders Gerdin som chefredaktør og ansvarlig udgiver.
I 2009 købte Schibsted yderligere 41 procent af aktierne, så mediekoncernen i dag ejer 91 procent, mens Sveriges LO blot ejer 9 procent. Til gengæld står LO stadig for udpegelsen af avisens politiske redaktør.
I slutningen af 1990'erne blev trykningen af avisen samordnet med morgenavisen Svenska Dagbladet i et nybygget og fællesejet trykkeri i Stockholm-forstaden Akalla.

## Ikke bare en avis
Aftonbladet sender daglig radionyheder på stationerne Rix FM og Lugna Favoriter. Den 9. oktober 2006 startede den sin egen tv-kanal Aftonbladet TV 7 med udsendelser via det digitale satellitnet og det digitala kabel-TV-net. Aftonbladet har også gjort flere mindre vellykkede forsøg på digital-tv-satsninger via nettværkene Com Hem og Canal Digital.